# Atomové hodiny

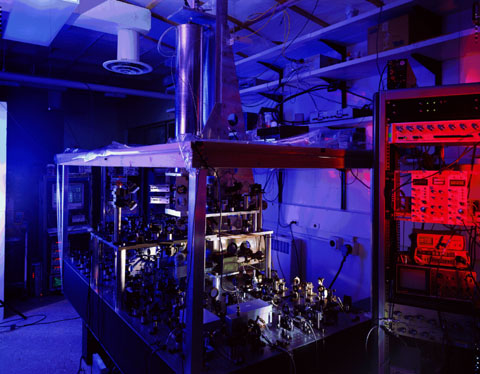
Atomové cesiové hodiny, též nazývané cesiová fontána

Atomové hodiny jsou přesné hodiny, které měří čas na základě rezonanční frekvence atomů.
Atomové hodiny (respektive iontové hodiny) jsou druh hodin, které používají atomové rezonance jako standardu. Jejich přesnost je taková, že se rozcházejí maximálně o sekundu za 300 milionů let.

## Historie
Isidor Isaac Rabi roku 1944 získal Nobelovu cenu za objev metody měření magnetických vlastností atomů, částic jádra a molekul. Princip této metody je založen na měření jaderného spinu. Roku 1945 byla veřejně navržena možnost sestrojit atomové hodiny (kosmické kyvadlo). První atomové hodiny byly postaveny v roce 1949 v USA (čpavkový maser). Hodiny dále zdokonalil Norman Foster Ramsey. První přesné cesiové atomové hodiny byly postaveny Louisem Essenem v roce 1955 v National Physical Laboratory v Anglii.
Základem je kmitání molekul plynného čpavku, resp. atomů cesia. Vibrace těchto atomů je rychlejší (GHz) a stabilnější ve srovnání s křemenným krystalem, takže je možno dosáhnout větší přesnosti. Objev principu atomových hodin položil základy pro novou definici času. Přesto se zpočátku setkal s odmítavou reakcí astronomů a pro novou definici bylo více kandidátů (ještě například vodík či thallium). Od roku 1967 je 1 sekunda oficiálně definována jako 9 192 631 770 kmitů atomů cesia. Do té doby byla charakterizována jako 1/86 400 středního slunečního dne. Koncem 20. století byla vylepšena jejich konstrukce (fontána zchlazených atomů), která dále umožnila zpřesnit jejich chod. Mezinárodně uznávaným standardem pro určování času se staly atomové hodiny v roce 1963.
V současnosti se vyvíjejí optické hodiny (pracující na frekvenci THz) jejichž přesnost měření je již lepší, ale nejistota měření času být lepší nemůže (do přijetí nové definice jednotky času) v důsledku definice sekundy vázané na atomy cesia.

## Princip
Cesiové atomové hodiny fungují na základě zpětnovazební smyčky. Základ tvoří krystalový oscilátor, jehož frekvence je elektronicky řízena. Tento krystalový oscilátor je připojen na vysílač radiových vln, nasměrovaný do komory s atomy cesia v plynné atmosféře. Když dojde ke shodě frekvence oscilátoru (a tedy i vysílače) s vnitřní rezonanční frekvencí atomů cesia, přejdou tyto do excitovaného stavu. Excitované atomy cesia reagují odlišně na magnetické pole než neexcitované, a s pomocí magnetů tedy dojde k jejich detekci. Dle množství excitovaných atomů cesia je možno ladit frekvenci krystalového oscilátoru, aby se shodovala s rezonanční frekvencí atomů cesia, tj. 9 192 631 770 Hz.

## Použití
Atomové hodiny se používají při kontrole jiných hodin a pro vědecké účely ve hvězdárnách, v laboratořích, jsou umístěny na palubách družic navigačních systémů. Pracuje s nimi také NASA, která je využívá pro určování polohy vesmírných plavidel. Systém funguje tak, že hodiny počítají, jak dlouho letí signál ze země na daný objekt a zpět. Výsledek je pak zaslán zpět k plavidlu. Nově NASA také testuje speciální atomové hodiny nazvané Deep Space Atomic Clock, které mohou být instalovány přímo do vesmírných lodí a pomohou tak celý proces navigace značně zjednodušit. První prototyp je již v provozu, byl vypuštěn na palubě rakety Falcon Heavy 25. června 2019.